# Bestracà
Bestracà és un poble gairebé deshabitat, pertanyent actualment al municipi de Camprodon (Ripollès).
Està situat al sud de la serra de Bestracà, tot separant les conques geogràfiques de la Riera de Beget i la Riera d'Oix. Al seu terme hi ha el Puig de Bestracà, on hi ha les ruïnes del Castell de Bestracà i de Sant Julià. A prop del Coll de Bestracà hi ha l'esglèsia de Sant Andreu, documentada el 982, a la vora de la carretera d’Oix a Beget.
Bestracà era un ens local independent a principis del segle xix, que havia pertangut a la vegueria de Besalú i al corregiment de Figueres, però que el 1846 va ser incorporat al municipi constitucional de Beget (de la vegueria de Camprodon i corregiment de Vic). El 1969, al seu torn, Beget va ser annexionat a Camprodon, cosa que va comportar un canvi d'adscripció comarcal de Bestracà.